# Stigmella hamishella
Stigmella hamishella là một loài bướm đêm thuộc họ Nepticulidae. Nó được tìm thấy ở New Zealand.
Chiều dài cánh trước khoảng 4 mm. Con trưởng thành bay vào tháng 12.
Ấu trùng ăn Olearia moschata. Chúng ăn lá nơi chúng làm tổ.